# Acordos de Genebra (1988)

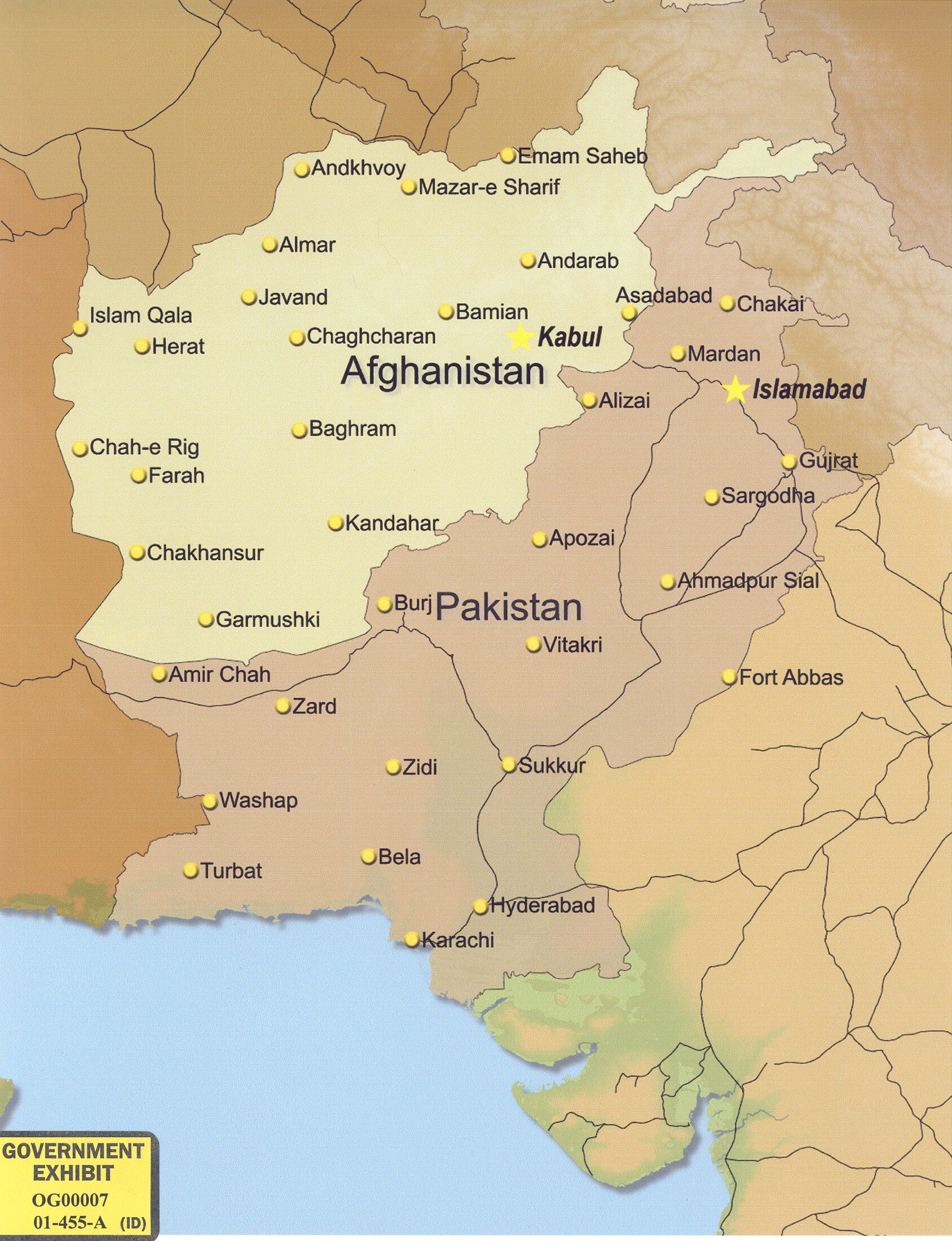
Mapa do Afeganistão e Paquistão

Os Acordos de Genebra, conhecidos formalmente como acordos sobre a resolução da situação relativa à República Democrática do Afeganistão, foram assinados em 14 de abril de 1988 entre o Afeganistão e o Paquistão, com os Estados Unidos e a União Soviética servindo como avalistas.
Os acordos consistiram em vários instrumentos: um acordo bilateral entre a República Islâmica do Paquistão e a República do Afeganistão sobre os princípios das relações mútuas, em particular, sobre a não-interferência e a não-intervenção; uma declaração sobre as garantias internacionais, assinadas pela União Soviética e pelos Estados Unidos; um acordo bilateral entre o Paquistão e o Afeganistão, sobre o regresso voluntário dos refugiados afegãos; e um acordo sobre as inter-relações para a solução da situação relativa ao Afeganistão, assinado pelo Paquistão e Afeganistão e testemunhado pela União Soviética e pelos Estados Unidos.
Os acordos também continham disposições para o calendário da retirada das tropas soviéticas do Afeganistão, que começou oficialmente em 15 de maio de 1988 e terminou em 15 de fevereiro de 1989, pondo fim a um período de nove anos da ocupação e da guerra soviética no Afeganistão.
A resistência afegã, ou mujahideen, não participaram das negociações nem dos acordos de Genebra e, consequentemente, se recusaram a aceitar os termos do acordo. Como resultado, a guerra civil prosseguiu após a conclusão da retirada soviética. O regime pró-soviético de Mohammad Najibullah, apesar de não conseguir ganhar apoio popular, território, ou reconhecimento internacional, foi capaz de permanecer no poder até 1993, quando entrou em colapso e foi derrubado pelos mujahideen.